# Kyon
Kyon (キョン?), è il protagonista e l'io narrante della serie di light novel La malinconia di Haruhi Suzumiya di Nagaru Tanigawa e del manga e dell'anime da essa tratti. È doppiato in originale da Tomokazu Sugita, mentre la voce italiana è di Davide Perino.

## Biografia
Benché Haruhi Suzumiya sia il personaggio che dà il titolo alla serie, il vero protagonista dell'intera storia è Kyon, che è appunto incentrata sul suo rapporto con la ragazza e la racconta in prima persona dal suo punto di vista. Il ragazzo commenta con tono sarcastico le assurde vicende di Haruhi e le attività delle Brigata SOS. In teoria i commenti di Kyon sono meramente "pensati", anche se a volte Haruhi sembra rispondere alle provocazioni del ragazzo, lasciando intendere o che Kyon in effetti stia parlando ad alta voce, o che Haruhi abbia anche la facoltà di leggere il pensiero. Kyon si dichiara disinteressato alle vicende di alieni, esper o viaggi nel tempo, considerandosi ormai estraneo al soprannaturale perché quasi adulto, e rassegnato al mondo normale e monotono, ma durante i suoi commenti dimostra di essere ampiamente a conoscenza di queste tematiche, oltre che di concetti scientifici piuttosto avanzati, riferimenti alla mitologia o alla cultura pop, e comunque in generale di avere un vasto bagaglio culturale. Afferma spesso di non capire quello che gli altri personaggi gli dicono (in particolare le spiegazioni di Nagato) ma dimostra di afferrarne facilmente il senso pur senza capire i dettagli sottostanti.
Di fatto è l'unico "essere umano" normale all'interno delle Brigata SOS, e ciò rende ancora più strana la sua presenza all'interno del club, dato che Haruhi non ha mai fatto mistero del suo disinteresse per la normalità. Infatti Yuki Nagato parla di Kyon come un "fattore anomalo vicino ad Haruhi", responsabile di un improvviso cambio di dati vicino alla ragazza. Itsuki Koizumi va oltre, investigando sulla sua identità, solo per scoprire che Kyon è un normale ragazzo a tutti gli effetti. Anche Mikuru Asahina è del tutto perplessa dell'apertura di Haruhi per Kyon.
Kyon è di carattere razionale e persino cinico, l'unica voce della ragione all'interno delle Brigata SOS, il cui ruolo sembra quello di moderare le azioni di Haruhi, che gli altri membri assecondano passivamente. Inoltre si occupa, suo malgrado, degli aspetti economici del club, e del mantenimento del sito web. Di fatto è l'unico in grado di dissuadere o perfino fermare Haruhi dal compiere cose troppo strane, e di calmarla quando è nervosa. È per questo motivo che gli altri membri riferiscono più a lui che alla ragazza, che in teoria sarebbe il capo nelle Brigata SOS. Nonostante il suo apparente malcontento e le sue continue lamentele, Kyon rimane con la Brigata SOS e con Haruhi, anche se di fatto potrebbe andarsene in qualunque momento, e talvolta sembra contento quando la sua vita sembra diventare quella di un normale ragazzo estraneo a fenomeni soprannaturali. Si tratta di un dichiarato senso di responsabilità, essendo a conoscenze che le conseguenze di uno stato emotivo sbagliato di Haruhi potrebbe avere sull'universo, anche se in realtà Kyon è più affezionato ad Haruhi e al suo club di quanto lui stesso sia in grado di ammettere.
In un'intervista all'autore, Nagaru Tanigawa ammise che Kyon era stato inizialmente pensato come un esper, ma mentre scriveva La malinconia di Haruhi Suzumiya, preferì Kyon come un normale ragazzo.

## Accoglienza
Kyon ha ricevuto il premio Anime Grand Prix della rivista Animage come miglior personaggio maschile del 2006 e 2009, classificandosi rispettivamente al quarto e al primo posto.